# Przejście graniczne Krzyżkowice-Hlinka
Przejście graniczne Krzyżkowice-Hlinka – polsko-czechosłowackie przejście graniczne małego ruchu granicznego w województwie opolskim, w powiecie prudnickim, w gminie Lubrza, w miejscowości Krzyżkowice, zlikwidowane w 1985.

## Opis
Przejście graniczne małego ruchu granicznego Krzyżkowice-Hlinka – III kategorii, zostało utworzone 13 kwietnia 1960 w rejonie znaku granicznego nr IV/129. Dopuszczony był ruch osób i środków transportu na podstawie przepustek w związku z przewozem buraków cukrowych w celu ich przerobu, a także w związku z przewozem wytworzonych z nich produktów. Osoby przekraczające granicę w tym przejściu mogły przenosić lub przewozić tylko te przedmioty, które zgodnie z Konwencją lub przepisami wydanymi na jej podstawie nie wymagały zezwolenia na wywóz lub przywóz oraz zwolnione były od cła i innych opłat. Otwierane było po wzajemnym uzgodnieniu umawiających się stron. Odprawę graniczną i celną wykonywały organy Wojsk Ochrony Pogranicza. Kontrolę graniczną i celną osób, towarów oraz środków transportu wykonywała Strażnica WOP Krzyżkowice.
Formalnie zlikwidowane 24 maja 1985.

## Galeria

Przejście graniczne Krzyżkowice-Hlinka
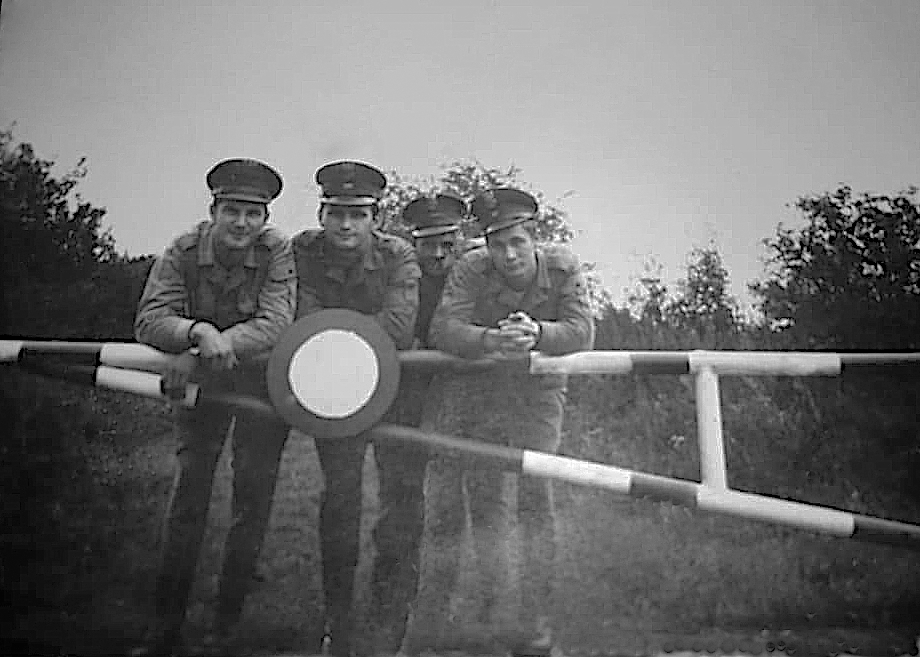
Żołnierze strażnicy WOP Krzyżkowice przy szlabanie granicznym w rej. znaku gran. nr IV/129 (1979)
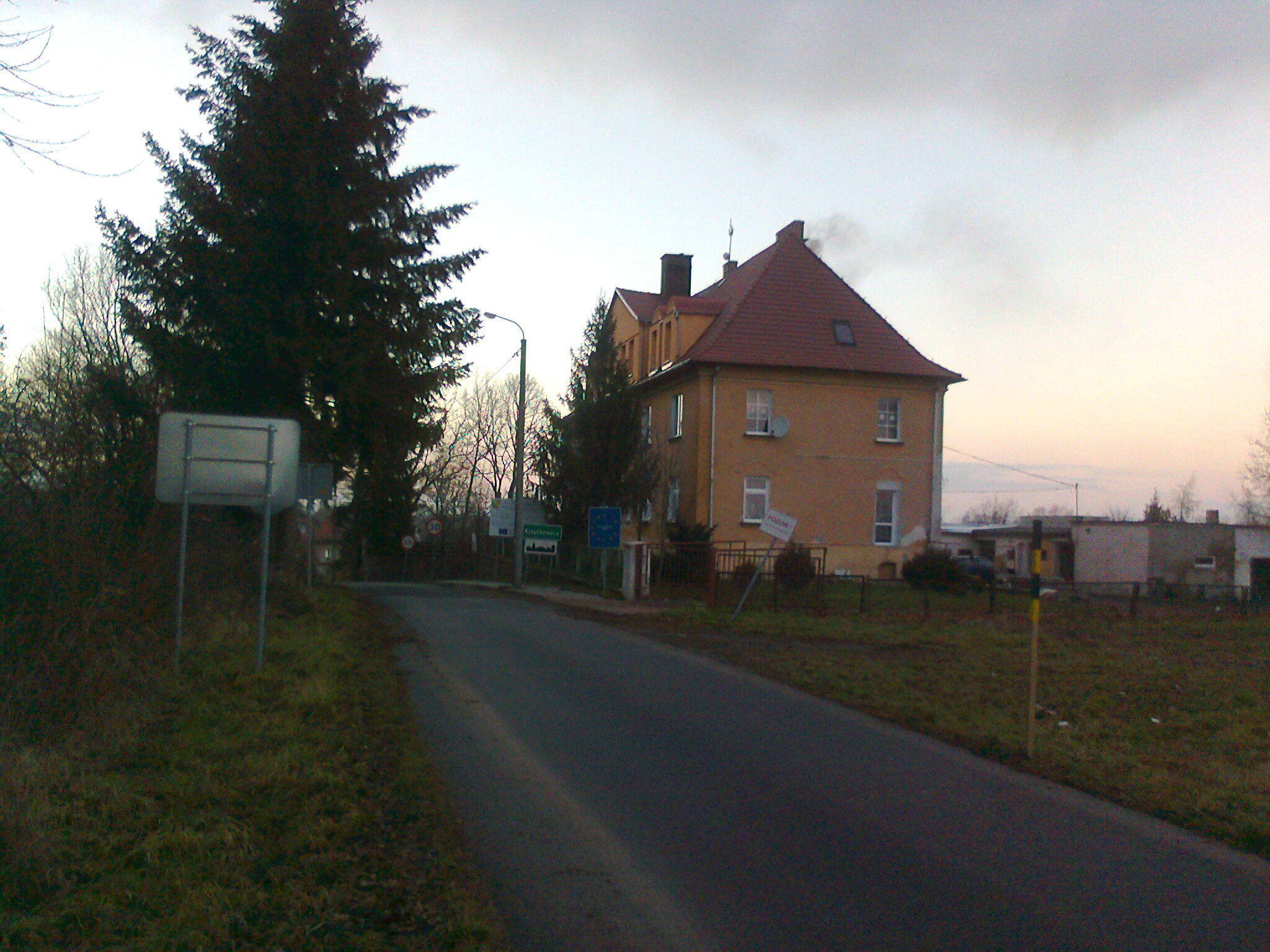
Widok od strony czeskiej (grudzień 2013)
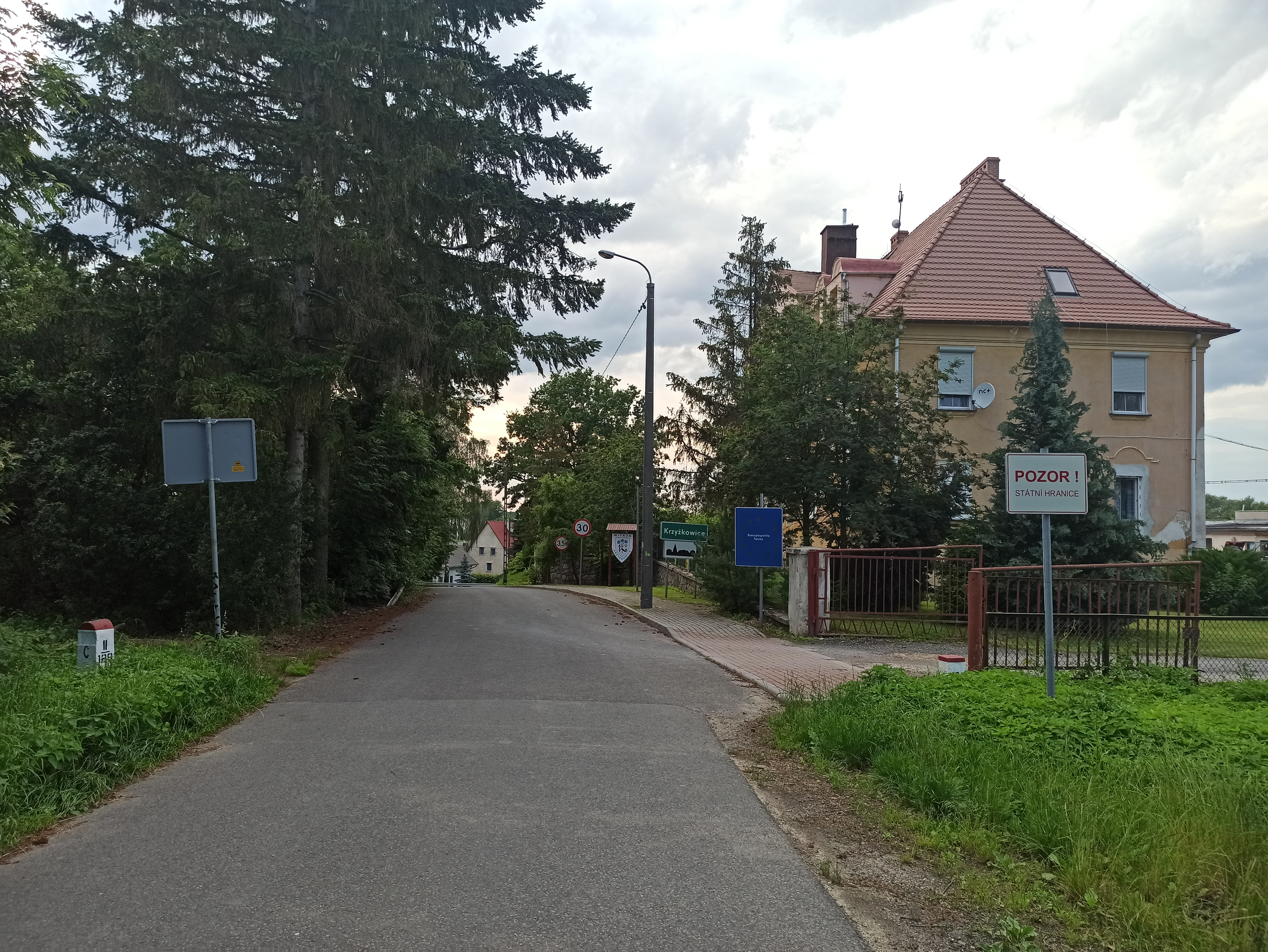
Widok od strony czeskiej (czerwiec 2020)